# Iván Posada
Iván Posada Pagliotti (Treinta y Tres, 25 de diciembre de 1953), contador público y político uruguayo perteneciente al Partido Independiente.

## Biografía
Está casado con Nora Beatriz Leguísamo Picasso, y es padre de cuatro hijos: Ignacio (1980), María Soledad (1982), María del Pilar (1984) y Fernando (1986).
Egresó en 1982 de la Facultad de Ciencias Económicas y de Administración de la Universidad de la República con el título de Contador Público y Licenciado en Administración, y cuenta además con un posgrado en Finanzas.

## Carrera política
Inicia su militancia estudiantil y política como opositor a la dictadura cívico-militar de Uruguay (1973-1985).
Milita en el seno del Frente Amplio, en la Lista 99 junto a Hugo Batalla, y es electo edil por Montevideo para el periodo 1985-1990. Es reelecto para el siguiente periodo.
En las elecciones de 1994 apoya la candidatura presidencial de Rafael Michelini por el Nuevo Espacio, y se postula a Intendente de Montevideo. Resulta elegido diputado titular por la Lista 99.000 en los comicios de 1994, e ingresa a la Cámara de Diputados el 15 de febrero de 1995. Desde entonces, su actuación parlamentaria ha sido ininterrumpida, incluyendo la XLVIII Legislatura que se inició el 15 de febrero de 2015.
En 1999 se forma una agrupación autónoma dentro del Nuevo Espacio; Iván Posada, Gabriel Barandiarán y otros dirigentes forman la Lista 1999 "Tercera Vía", que se presenta en los comicios de octubre; obteniendo entonces un diputado, el propio Iván Posada. Cuando el Nuevo Espacio decide ingresar al Encuentro Progresista-Frente Amplio-Nueva Mayoría, Posada y otros dirigentes rechazan el planteo, y conforman el Partido Independiente, el cual comparece ante la ciudadanía en las elecciones de 2004 con la fórmula Pablo Mieres - Iván Posada; en esa oportunidad nuevamente es electo diputado, el único por el Partido Independiente, para la legislatura 2005-2010. De dicha legislatura se destaca la participación de Posadas en la interpelación realizada al ministro Danilo Astori acerca de la reforma tributaria.
La fórmula Mieres Posada se repitió en las elecciones de octubre de 2009. Pablo Mieres considera que Posada representa la tradición política de la vieja lista 99, un constructor de las ideas socialdemócratas uruguayas. Aspiran a que el Partido Independiente sea un factor clave para darle gobernabilidad a los próximos gobiernos.
En el escrutinio final de la Corte Electoral de Uruguay, Posada fue elegido diputado por el Partido Independiente y obtuvo 23.316 votos (con el total de los circuitos escrutados). En enero de 2024 anunció que en las elecciones generales de ese año no se presentaría a la reelección.